# (32493) 2000 WR3
2000 WR3 (asteroide 32493) é um asteroide da cintura principal. Possui uma excentricidade de 0.13190090 e uma inclinação de 13.52122º.
Este asteroide foi descoberto no dia 18 de novembro de 2000 por LINEAR em Socorro.